# Josefa Humpalová-Zemanová

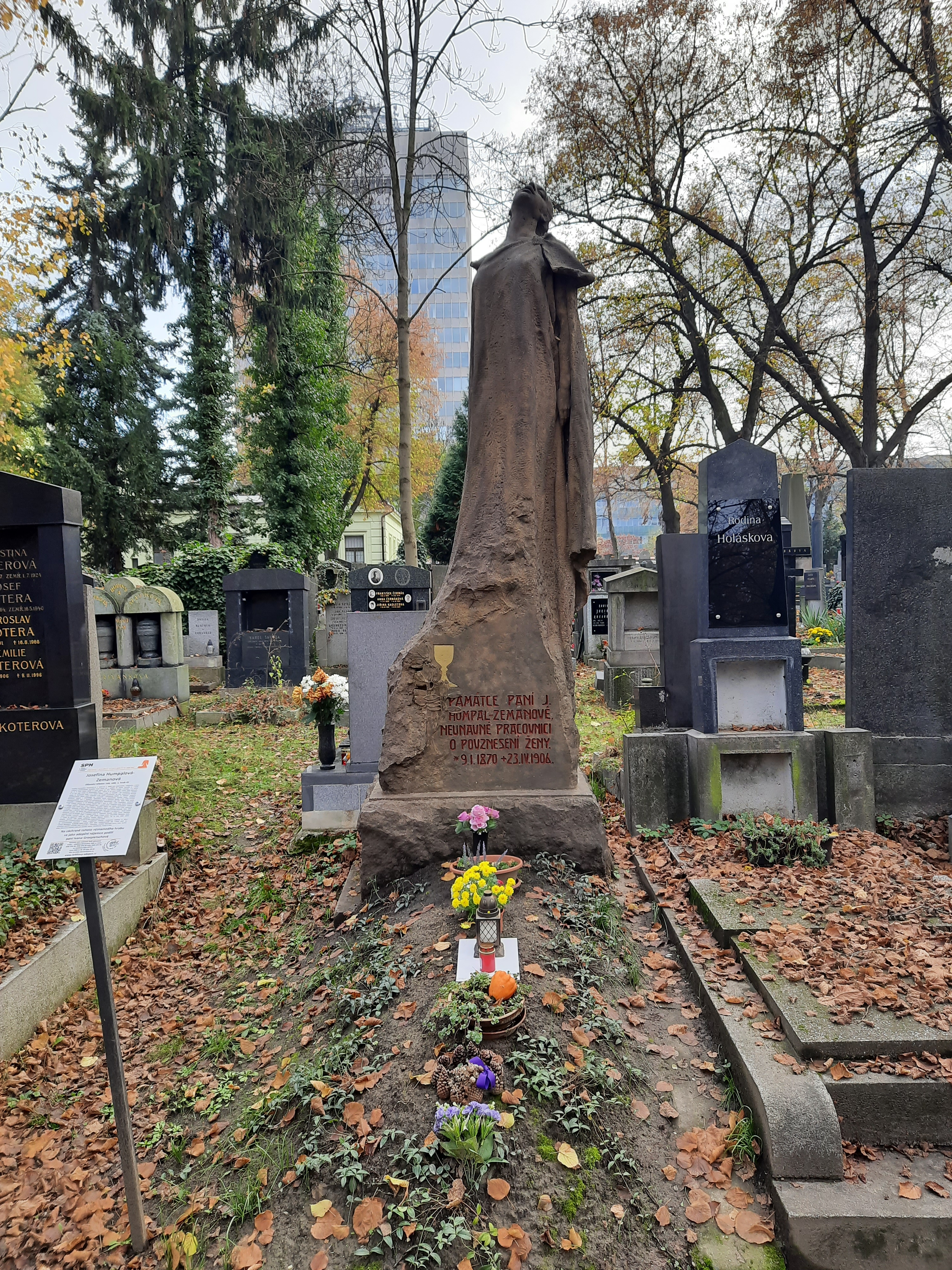
Hrob Josefíny Hampalové-Zemanové na Olšanských hřbitovech (autorem náhrobku Stanislav Sucharda)

Josefa Humpalová–Zemanová, též Josephine Humpal-Zeman (9. ledna 1870 Sušice - 23. dubna 1906 Praha) byla česko-americká feministka, činná jako novinářka, publicistka, redaktorka, zakladatelka časopisu Ženské listy a organizátorka ženského hnutí v Chicagu a v Praze. Ve Světovém kongresu žen v USA zaujímala pozici sekretářky.

## Život
Jako dvouletá s rodiči emigrovala do Spojených států amerických, do města Chicago. Roku 1881 se rodina vrátila do Čech, kde Josefína navštěvovala školu v Písku; po matčině smrti v roce 1883 se s otcem a čtyřmi sourozenci opět vrátila do Spojených států. V roce 1886 zemřel její otec, a Josefa a její tři sourozenci osiřeli. V 17 letech se Josefína provdala za česko-amerického novináře Roberta Zemana, s nímž přesídlila do Clevelandu. Manželství se rozpadlo krátce po úmrtí jejich jednoročního syna Benjamina.
V roce 1889 nastoupila na ženskou univerzitu Case Western Reserve University v Clevelandu. Studovala literaturu, sociologii a filozofii. Tam založila univerzitní list "College Folio" a přednášela o ženské otázce a sociálních poměrech. Vystupovala i s protialkoholními přednáškami. Během studia také procestovala celou Pensylvánii a Kalifornii.
Tehdy začala psát do krajanských novin a časopisů, pod pseudonymem M. A. Kalinová. Kritizovala bídné postavení amerických žen.
V roce 1892 se stala sekretářkou českého výkonného výboru pro Světovou výstavu v Columbii.
V roce 1893 odešla z univerzity v Clevelandu a vrátila se do Chicaga, kde nastoupila na Chicagskou univerzitu. Bojovala za zlepšení životních a vzdělávacích možností žen. Na univerzitě se seznámila s Jane Addams, stala se členkou osady „Hull House“, a pomáhala s psaním jejím časopisu. Zároveň učila americko-českou mládež o českých dějinách a české literatuře v jediné české škole.
V Chicagu zastávala ještě čtyři roky pozici školní úřednice,  v roce 1899 ji nahradila Božena Jirková. Byla také předsedkyní Jednoty českých dam, a členkou řady českých i amerických klubů či dámských organizací, členkou humanitních, žurnalistických či feministických spolků. Byla též delegátkou při sjezdech ať už ženských či protialkoholních.  Byla předsedkyní sboru Vlasta č. 19 a členkou klubu Svoboda. Zároveň stále přednášela o ženské otázce, a to i s významnými americkými ženami.
Bojovala i za zrovnoprávnění žen ve vědě. Stala se členkou Světového kongresu žen ("The World Council of Women").
Roku 1894 se stala první tajemnicí amerického Ústředního výboru národopisné výstavy.
Roku 1895 se zúčastnila sjezdu Mezinárodní rady žen ve Washingtonu.
V roce 1897 na sjezdu Slovanských novinářů v Clevelandu byla mužskými členy organizace Národní Slovanské Žurnalistiky („National Slavic Press Association“) zvolena jednatelkou organizace, čímž slovanští muži poprvé uznali progresivní ženské hnutí v Americe.
V červenci roku 1898 byla řečnicí na českoslovanském dni v Milwaukee a také na výstavě Zamississipské v Omaze.
Roku 1901 se vydala nejdříve na cestu po Kalifornii, a poté zamířila do Evropy, kde navštívila Francii, Švýcarsko, Itálii, Anglii a Německo.
Své cestování zakončila v rodné zemi, kde zůstala dva roky, během kterých přednášela v Čechách i na Moravě. Ve svých přednáškách líčila život žen v Americe. V Praze roku 1903 vydala knihu Amerika v pravém světle u nakladatelství Františka Šimáčka.
V listopadu roku 1903 se vrátila zpět do Spojených států, kde pobyla jen půl roku před návratem do Čech. Byla ji nabídnuta pozice sekretářky Ženského klubu, na jehož založení se také podílela společně s řadou významných českých žen.
V roce 1904 přeložila knihu Povídky mého života od Heleny Kellerové.
V Praze roku 1905 redigovala nový ženský list „Šťastný domov“ u Fr. Šimáčka, který byl věnován českým ženám a domácnostem.

### Světový kongres žen
Světový kongres žen, konaný v rámci Světové výstavy v Chicagu, byl zahájen 15. května 1893 v Chicagu. Sešlo se dohromady 476 delegátek z celého světa. Za Čechy byly delegátky čtyři – Františka Gregorová, Josefa Humpál-Zemanová, Klementina Nováková, Marie Blahníková. Na kongresu byla přítomna i Karla Machová. Josefa Humpál-Zemanová byla vybrána jako řečnice za Čechy. Přednášela třetí den zasedání, a sklidila velký úspěch. Nejváženější feministický  americký list nazval přednášku Zemanové nejzajímavější ze všech referátů zástupkyň z cizích zemí. Díky úspěšné řeči byla zvolena jednou ze tří předsedkyň Mezinárodní rady žen za Čechy. Pár německých zastupitelek navrhly, aby rakouská dopisovatelka a místopředsedkyně zastupovaly Češky, to však Humpál-Zemanová zcela odmítla. Zastala se také Polek, kterým to stejné chtěly udělat ruské zastupitelky vzhledem k ruské nadvládě nad částí Polska.
Dále spolu s Josefinou Náprstkovou organizovala pro tuto výstavu zápůjčku 200 českých výšivek. Vídeňský výbor rakousko-uherské výstavní účasti se obával, že popularita české expozice zastíní oficiální expozici monarchie, hrozil zákaz. Ženy celou kolekci výšivek před zahájením výstavy darovaly chicagskému muzeu, a tak bylo vystavení možné bez povolení. 
Na kongresu se Humpál-Zemanová seznámila s Američankou Mary Wright Sewall, která byla zvolena předsedkyní shromáždění. Humpál-Zemanová napsala Sewall dopis po ustanovení Ženského klubu v Praze a pozvala ji do Prahy, kam Sewall 25. června 1905 přijela, kde byla seznámena s Josefou Náprstkovou a Johannou Danešovou.

### Ženské listy
V Americe založila podle českého vzoru krajanský časopis Ženské listy, který začal vycházet 14. června 1894 zprvu jako čtrnáctideník a později jako měsíčník. Byl to první český časopis redigovaný českými ženami ve Spojených státech. Josefína vytvořila jeho koncepci a stala se jeho první redaktorkou. 
Začátky časopisu nebyly pro Josefu jednoduché. Slovanští novináři se jí vysmívali, vymýšleli o ní pomluvy, snažili se zničit její pověst. Za své emancipační snahy byla muži i ženami kritizována, nazývána „vylhanou“ a „pokryteckou“.
K podrývání pravosti jejích úmyslu o emancipaci žen proti ní používali kritici její víru. Patřila k presbyteriánské církvi. Mužští kritici, kterým se nelíbila myšlenka svobodně myslících žen, obviňovali Josefu, že využívá téma emancipace žen pouze k zlákání žen k připojení k církvi.
I když nenávistných komentářů a pomluv se šířilo spousty, měla kolem sebe přítelkyně, které stály při ní. Brzy kolem sebe sdružila padesátku pokrokově smýšlejících a o emancipaci usilujících žen, s nimiž časopis roku 1898 proměnila na akciovou společnost, a tak stabilizovala jeho vydavatelský základ. Ženské listy začaly vycházet jako týdeník a zaujaly místo nejčtenějšího ženského časopisu. 
V roce 1898 byla Josefa jako jediná žena na setkání v Clevelandu sboru českoslovanských novinářů v Americe. Tam byla poctěna úřadem spolkového tajemníka. Udělením této funkce mužští novináři uznali jak rovnocennost žen, tak oprávněnost ženského hnutí. Ženské listy také dostali vlastní tiskárnu – první českou tiskárnu v Americe.
V polovině dubna roku 1901 vedení redakce předala své nástupkyni, Boženě Pavlíkové-Veselé. Zároveň se přestěhovala z Ameriky do Prahy, stala se dopisovatelkou Chicago Daily News, navázala styky s Eliškou Krásnohorskou a přispívala do českých Ženských listů.
Psala anglicky i česky. Krátce před smrtí roku 1905 vydala v Šimáčkově nakladatelství svůj kritický cestopis o Americe (mj. s kapitolami Žena v Americe, Americké školství).

### Úmrtí
V dubnu roku 1905 se Josefa dostala do sporu s Charlottou Masarykovou. Rozčílená Humpál-Zemanová ze schůzky odešla, a na ulici ji ranila mrtvice. Šířily se poté pomluvy, že právě Masaryková ji mrtvici způsobila. Nejvíce se proti Masarykové zaměřila spisovatelka Božena Viková-Kunětická. V Národních Listech ji vyšel útočný text s názvem – Paní Masaryková!. Spor rozdělil českou ženskou společnost. Že by měla Charlotta Masaryková přímý podíl na úmrtí Humpál-Zemanové bylo brzy vyvráceno. Josefa měla již existující predispozici k mrtvici, a v časopisech z té doby se psalo, že nemocná byla už delší dobu. Po mrtvici přestala být schopna práce, ochrnula jí pravá strana těla, nemohla mluvit, ani psát. Starala se o ni přítelkyně Božena Tesařová, povoláním odborná učitelka. Po roce Josefu ranila další mrtvice, tentokrát smrtelná. Zemřela 23. dubna 1906.
Po pohřbu, jež se konal 25. dubna 1906 v Praze-Strašnicích byla pochována na Olšanských hřbitovech. Secesní náhrobní sochu ženy, nazvanou "Duše uniká", vytvořil Stanislav Sucharda.

## Knihy
- Povídka mého života. (z angličtiny přeložila B. Hellerová). F. Šimáček Praha 1904
- Amerika v pravém světle. F. Šimáček Praha 1905

## Pozůstalost
- Písemnosti a obrazová dokumentace jsou uloženy v Národním muzeu - Náprstkově muzeu asijských, afrických a amerických kultur[18].